# Formation de la Pedrera de Rúbies
La formation de la Pedrera de Rúbies est une formation géologique datée du Crétacé inférieur située dans les Pyrénées catalanes en Espagne. 
La formation consiste en une série de strates de roches sédimentaires, principalement calcaire, affleurant dans le massif du Montsec dans le bassin de Tremp (aussi appelé bassin d'Organyà). C'est une formation de référence pour sa conservation exceptionnelle des petits vertébrés et d'insectes du Crétacé inférieur.

## Géologie
Au lieu-dit La Pedrera de Meià, la formation consiste en des strates de calcaire issues de sédiments qui se sont déposés dans un ancien grand lac côtier peu profond.

## Restes fossiles
Dons la formation de la Pedrera de Rúbies, on a retrouvé les fossiles d'un dinosaure ailé de la sous-classe Enantiornithes (genre Noguerornis), d'un lézard scincogekkomorph (type gecko) genre Pedrerasaurus, deux espèces de lézard Teiidae du genre Meyasaurus (Meyasaurus Fauri et Meyasaurus crusafonti), une espèce indéterminée d'oiseaux du genre Ilerdopteryx, des grenouilles appartenant aux genres Neusibatrachus (Neusibatrachus wilferti) et Montsechobatrachus, un crocodyloforme du genre Montsecosuchus, et aussi de nombreux insectes et autres arthropodes tels que :
- Angarosphex lithographicu
- Archisphex catalunicus
- Artitocoblatta hispanica
- Chalicoridulum montsecensis
- Chrysobothris ballae (Buprestidae, coléoptère)
- Cionocoleus longicapitis (Archostemata, coléoptère)
- Condalia woottoni
- Cretephialtites pedrerae
- Hirmoneura (Eohirmoneura) neli
- Hirmoneura richterae
- Iberoraphidia dividua (Raphidioptera)
- Ilerdocossus pulcherrima
- Ilerdosphex wenzae
- Jarzembowskia edmundi
- Leridatoma pulcherrima
- Manlaya lacabrua
- Meiagaster cretaceus
- Meiatermes bertrani (Termite)
- Mesoblattina colominasi
- Mesopalingea lerida
- Mimamontsecia cretacea
- Montsecbelus solutus
- Nanoraphidia lithographica (Raphidioptera)
- Nogueroblatta fontllongae
- N. nana
- Pachypsyche vidali
- Pompilopterus montsecensis
- Proraphidia gomezi (Raphidioptera)
- Prosyntexis montsecensis (Sepulcidae, hyménoptère)
- Pseudochrysobothris ballae
- Ptiolinites almuthae
- Vitisma occidentalis
- Cretaholocompsa montsecana
- Montsecosphex jarzembowskii
- Cretobestiola hispanica
- Angarosphex penyalveri
- Cretoserphus gomezi
- Bolbonectus lithographicus
- ?Anaglyphites pluricavus
- Palaeaeschna vidali
- Hispanochlorogomphus rossi
- Palaeouloborus lacasae	(Uloboridae, araignée)
- Ichthyemidion vivaldi

## Tableau synthétique
Stratigraphie du bassin de Tremp:
| Période                                      | Séries    | Étage         | Âge (Ma)        | Paléo-carte                          | Bassin de Tremp             |
| -------------------------------------------- | --------- | ------------- | --------------- | ------------------------------------ | --------------------------- |
| Paléogène                                    | Éocène    | Yprésien      | 56.0 - 47.8     |                                      |                             |
| Paléogène                                    | Paléocène | Thanétien     | 59.2 - 56.0     | Formation de Tremp                   |                             |
| Paléogène                                    | Paléocène | Sélandien     | 61.6 - 59.2     | Formation de Tremp                   |                             |
| Paléogène                                    | Paléocène | Danien        | 66.0 - 61.6     | Formation de Tremp                   |                             |
| Crétacé                                      | Supérieur | Maastrichtien | 72.2 - 66.0     | Formation de Tremp, Formation d'Arén |                             |
| Crétacé                                      | Supérieur | Campanien     | 83.6 - 72.2     |                                      |                             |
| Crétacé                                      | Supérieur | Santonien     | 85.7 - 83.6     |                                      |                             |
| Crétacé                                      | Supérieur | Coniacien     | 89.8 - 85.7     |                                      |                             |
| Crétacé                                      | Supérieur | Turonien      | 93.9 - 89.8     |                                      |                             |
| Crétacé                                      | Supérieur | Cénomanien    | 100.5 - 93.9    | Marne de Sopeira                     |                             |
| Crétacé                                      | Inférieur | Albien        | 113.2 - 100.5   | Formation de Lluçà                   |                             |
| Crétacé                                      | Inférieur | Aptien        | 121.4 - 113.2   |                                      | Formation de Font Bordonera |
| Crétacé                                      | Inférieur | Barrémien     | 125.77 - 121.4  | Formation de la Pedrera de Rúbies    |                             |
| Crétacé                                      | Inférieur | Hauterivien   | 132.6 - 125.77  | Formation de la Pedrera de Rúbies    |                             |
| Crétacé                                      | Inférieur | Valanginien   | 137.05 - 125.77 | Formation de la Pedrera de Rúbies    |                             |
| Crétacé                                      | Inférieur | Berriasien    | 143.1 - 137.05  | Formation de la Pedrera de Rúbies    |                             |
| Jurassique                                   | Malm      | Tithonien     | 149.2 - 143.1   |                                      |                             |
| Subdivision des périodes selon l'UISG, 2018. |           |               |                 |                                      |                             |